# قائمة الدول حسب إنتاج البلاتين

الإنتاج العالمي

هذه قائمة الدول المنتجة للبلاتين حسب معلومات الماسح الجيولوجي الأمريكي لعام 2014.
| الرتبة | الدولة\المنطقة   | إنتاج البلاتين (كيلوغرام) لعام 2014 |
| ------ | ---------------- | ----------------------------------- |
|        | العالم           | 161,000                             |
| 1      | جنوب أفريقيا     | 110,000                             |
| 2      | روسيا            | 25,000                              |
| 3      | زيمبابوي         | 11,000                              |
| 4      | كندا             | 7,200                               |
| 5      | الولايات المتحدة | 3,650                               |
|        | Other countries  | 3,800                               |

## وصلات خارجية
- Minerals Yearbook 2012 - Platinum-Group Metals نسخة محفوظة 10 يناير 2019 على موقع واي باك مشين.